# بيلي بابر
بيلي بابر (بالإنجليزية: Bill Baber)‏ هو لاعب كرة قدم أمريكية أمريكي، ولد في 17 يناير 1979 في شارلوتسفيل في الولايات المتحدة.

## وصلات خارجية
- بيلي بابر على موقع مرجع كرة القدم المحترفة.كوم (الإنجليزية)